# Glyphodes principalis
Glyphodes principalis là một loài bướm đêm trong họ Crambidae.